# Морлакки, Франческо
Франческо Морлакки (итал. Francesco Morlacchi), или Франческо Джузеппе Бальдассарре Морлакки (итал. Francesco Giuseppe Baldassarre Morlacchi; 14 июня 1784 года, Перуджа, Папская область — 28 октября 1841 года, Инсбрук, Австрийская империя) — итальянский композитор.

## Биография
Франческо Джузеппе Бальдассаре Морлакки родился 14 июня 1784 года в Перудже, в Папской области в семье скрипача Алессандро Морлакки и Вирджинии Теренци. Начальное музыкальное образование получил у отца и у двоюродного деда по материнской линии, Джованни Маццетти, органиста кафедрального собора. Продолжил обучение музыки у Луиджи Карузо, капельмейстера кафедрального собора, основателя и директора общественной музыкальной школы в Перудже.
В это время будущим композитором были написаны первые сочинения — в 1802 году «Крестный путь» (итал. Via crucis) на стихи Франческо Марии Сарторелли для церкви Сан Анджело, в 1803 году кантата «Ангелы у Гроба Господня» (итал. Gli angeli al divino sepolcro) и «12 сонатин для фортепиано или клавесина» (итал. 12 Sonatine per pianoforte o cembalo). Между 1803 и 1804 годами учился в Лоретто у Николо Дзингарелли, но в 1804 году, недовольный методами преподавания, перешёл в Болонью к Станислао Маттеи. 16 июля 1805 года был принят в местную Академию Филармоника. Между 1805 и 1806 годами написал несколько духовных и инструментальных сочинений — «Quoniam для двух басов и оркестра» (итал. Quoniam per due bassi e banda) и «Tantum ergo для тенора, валторны и фагота с оркестром» (итал. Tantum ergo per tenore, fagotto e corno obbligati e orchestra), оба сочинения для церкви Святой Троицы в Болонье, кантаты «В похвалу музыке» (итал. In lode della musica) для сопрано, хора и оркестра, «В похвалу Наполеона» (итал. In lode di Napoleone) для голоса с оркестром, «Кантата на свадьбу Изольды Эрколани и Раньеро Симонетти» для голоса с оркестром, «Кантата графу Уголино» для сопрано и струнного квартета  на XXXIII Песнь «Ада» из «Божественной комедии» Данте Алигьери, «Сонаты для органа» (итал. Sonate per organo) с посвящением графу Просперо Рануцци. В 1806 году композитор поставил ряд опер других композиторов, для некоторых из которых написал несколько арий.
В 1805 году Франческо Морлакки женился на Анне Фабрици, от которой у него в 1809 году родился сын Пьетро Мария, умерший в 1828 году. Супруга сопровождала композитора во время гастролей по Италии и Германии. Он не был верен жене и имел любовницу Августу Бауэр, от которой у него родились четверо детей — Эмилия, Алессандро, Теодоро и Франческа.
В сентябре 1807 года композитор получил место капельмейстера кафедрального собора Урбино, но отказался от него, начав карьеру оперного композитора. В 1807 году во Флоренции состоялась премьера его первой оперы «Отчаянный поэт» (итал. Il poeta disperato), и следом в Вероне была поставлена его другая опера-буфф «Портрет» (итал. Il ritratto). В 1808 году в Парме с успехом прошла премьера его оперы «Конрадин» (итал. Corradino), поставленной затем в театрах Рима и Милана. В Риме весной 1809 года композитор представил публике оперу-сериа «Принцесса про запас» (итал. La principessa per ripiego) и оперу-буфф «Симончино» (итал. Il Simoncino), а в 1810 году оперу-сериа «Данаиды» (итал. Le Danaidi). Успех оперы «Гиперместра» (итал. Ipermestra) по либретто Пьетро Метастазио в сентябре того же года принёс ему назначение на место капельмейстера Итальянской оперы в Дрездене, сначала в качестве ассистента Йозефа Шустера, а с 1811 года в качестве пожизненного капельмейстера.
В 1809 году в Милане на сцене театра Ла Скала были поставлены его опера-буфф «Приключения за день» (итал. Le avventure di una giornata) и кантата «Сафо на Лефкасе» (итал. Saffo in Leucade) для контральто Марии Марколини, родственницы графа Камилло Марколини, министра при дворе курфюрста Саксонии, оказывавшего покровительство Франческо Морлакки в Дрездене. Во время работы капельмейстером композитор, наряду с духовными сочинениями, продолжил писать для сцены. Первой оперой, написанной им в Дрездене в 1811 году, была опера «Рауль де Креки» (итал. Raoul di Créquy). Далее последовали в 1816 году оперы «Причудливое сожаление» (итал.  La capricciosa pentita) и «Севильский цирюльник» (итал. Il barbiere di Siviglia), в 1817 году опера «Простушка из Пирны» (итал. La semplicetta di Pirna).
С 1817 по 1826 год, дирижёром Немецкой оперы в Дрездене был Карл Мария фон Вебер, с которым у Франческо Морлакки порой случались противоречия. В это время оперы композитора ставились, главным образом, в Италии — в 1818 году опера «Боудикка» (итал. Boadicea) в театре Сан Карло в Неаполе, в 1818 и 1821 годах оперы «Жан Парижский» (итал. Gianni di Parigi) и «Донна Аврора» (итал. Donna Aurora) в театре Ла Скала в Милане, в 1822, 1824 и 1828 годах оперы «Тибальд и Изолина» (итал. Tebaldo e Isolina), «Хильда д’Авенель» (итал. Ilda d’Avenel) и «Сарацины на Сицилии» (итал. I Saraceni in Sicilia) в театре Ла Фениче в Венеции, в 1828 году опера «Колумб» (итал. Colombo) в театре Карло Феличе в Генуе. Самой лучшей постановкой критики признали оперу «Тибальд и Изолина» на либретто Гаэтано Росси с кастратом-сопранистом Джованни Баттистой Веллути в главной роли. В это же время композитор активно сотрудничал с либреттистом Феличе Романи.
В 1823 году в Дрездене была поставлена опера Франческо Морлакки «Юность Генриха V» (итал. La gioventù di Enrico V). Его последняя опера «Франческа да Римини» (итал. Francesca da Rimini) осталась неоконченной.
В 1826 году он основал благотворительное общество по оказанию материальной помощи вдовам музыкантов капеллы при дворе курфюрстов Саксонии. Франческо Морлакки был членом Академии изобразительных искусств и литературы в Перудже (принят 1 августа 1802 года), Академии Филармоника в Болонье (принят 16 июля 1805 года), Филармонического оркестра Августа в Перудже (принят 25 апреля 1809 года), Академии изобразительного искусства во Флоренции (принят 21 июня 1816 года), Союза Филармонических оркестров в Бергамо (принят 15 марта 1824 года), Академии изобразительного искусства в Перудже (принят 27 июля 1834 года), Филармонического оркестра служителей Святого Гроба Господня (принят 7 апреля 1835 года) и Академии Святой Цецилии в Риме (принят 15 января 1839 года). В память о последнем событии им было написано духовное сочинение «Diffusa est gratia для четырёх голосов, органа и оркестра» (итал. Diffusa est gratia), впервые прозвучавшее в Дрездене на день святой Цецилии в 1840 году.
Во время последней поездки в Италию в октябре 1841 года композитор был уже серьёзно болен и захотел встретиться со своей женой в Перудже, но умер по пути в Инсбруке в 28 октября 1841 года. 14 января 1842 года в кафедральном соборе Перуджи состоялась торжественная панихида по умершему с исполнением «Реквиема», который был написан Франческо Морлакки для Фридриха Августа Саксонского.
В 1874 году его имя было присвоено крупнейшему театру в Перудже, который был основан в 1781 году и до переименования назывался театр Вердзаро. В 1951 году останки композитора были перенесены из Инсбрука в кафедральный собор Перуджи.

## Творческое наследие
Творческое наследие композитора включает 25 опер (2 не окончены), 3 оратории, 10 больших месс с оркестром, 2 реквиема, кантаты, многочисленные духовные, инструментальные и вокальные сочинения.